# Zila Rennert
Zila Rennert (née le 29 août 1908 à Vilna, Empire russe (aujourd'hui Vilnius en Lituanie), et morte le 9 août 1976 à Boulogne-Billancourt) est une survivante lituanienne de la Shoah et un médecin pionnier de l'accouchement sans douleur. 

## Biographie

### Jeunesse
Née Zila Rakowitzky, Zila Rennert a vu le jour à Vilnius, en Lituanie en 1908 dans une famille juive d’industriels aisés bien intégrés dans la société. Son père est l'inventeur de la cigarette avec filtre, des pochettes d'allumettes en carton et d'un distributeur de paquets de cigarettes. Zila connait une enfance dorée et heureuse. Elle se trouve à Petrograd lors de la révolution d’octobre. En 1919, la famille de Zila fuit vers Vienne dans un wagon à bestiaux. Après l'Anschluss de mars 1938, Zila qui vient d'épouser un ingénieur polonais et qui poursuit des études de médecine quitte l'Autriche, devenue l'Ostmark. Elle rejoint le pays d'origine de son mari la Pologne.

### Pendant la guerre
En 1939, ils se retrouvent sous occupation soviétique. Les autorités décident de les déporter vers la Sibérie mais Zila, son mari et leur fille de quatre ans parviennent à s’évader du convoi de wagons à bestiaux en partance vers l'Est. Ils fuient et se cachent sous de fausses identités à Varsovie. Son mari finit par être arrêté par le Gestapo. Zila et sa fille continuent à se cacher. Elles sont témoins de l’insurrection de Varsovie en août 1944. Elles finissent elles aussi par être arrêtées en octobre 1944. Dans un wagon à bestiaux, elles prennent le chemin d'Auschwitz. Les Allemands ralentissent aux abords du camp, avant de le dépasser et de finalement abandonner leurs prisonniers en rase campagne. Mère et fille réussissent à gagner Varsovie.

### Après-guerre
Après-guerre, Zila Rennert part pour la France avec sa fille. Là, elle reprendra des études de médecine, et deviendra une pionnière de l’accouchement psycho-prophylactique, appelé aussi accouchement sans douleur. Elle décide d'écrire ses souvenirs pour ses petits-enfants afin qu'ils puissent comprendre ce qu'a pu être l'existence d'une famille juive d’Europe prise dans la tourmente de la révolution bolchévique, de l'antisémitisme et du nazisme. Son récit commence en 1914, au début de la Première Guerre mondiale, et s'achève en 1946 après la libération des camps de concentration. Elle témoigne sa reconnaissance envers les Polonais qui en dépit du danger et d'un environnement violemment antisémite ont pris le risque de cacher des juifs. Elle rencontre à Paris Michel Borwicz avec lequel elle partagera sa vie. 
Zila est décédée le 9 août 1976 à Boulogne-Billancourt, juste après avoir fini la rédaction de ses souvenirs. Elle choisit d'être inhumée en Israël, au kibboutz Ha Kabri, son mari la rejoindra dans la tombe en 1987. Le manuscrit est remis en forme par un couple d'amis (car Zila Rennert n'a jamais dominé complètement la langue française) avant d'être publié.

## Œuvres
- Zila Rennert, Blanche Cohen, Christiane Goirand. L'Enseignement de l'accouchement sans douleur comment le préparer et le diriger, gymnastique pré et postnatale, Vigot GF, 1975.  (ISBN 978-2-7114-0687-6)[8]

- Zila Rennert. Trois wagons à bestiaux, d'une guerre à l'autre à travers l'Europe centrale, 1914-1946. Phébus, 2008.  (ISBN 978-2-7529-0235-1)[9],[10],[11]